# نورمان شيري
نورمان شيري (بالإنجليزية: Norman Sherry)‏‏ (6 يوليو 1935 في نيوكاسل أبون تاين - 19 أكتوبر 2016 ) روائي من المملكة المتحدة.

## الجوائز
- زمالة غوغنهايم
- جائزة إدغار
- زميل في الجمعية الملكية للأدب